# Colombo Football Club
Il Colombo Football Club è una società di calcio singalese, con sede a Colombo.

## Storia
Fondato nel 2008, il Colombo F.C. accedette alla massima serie singalese nel 2013, ottenendo il primo posto del girone B della Kit Premier League 2013, venendo eliminato però ai quarti di finale per l'assegnazione del titolo. La stagione seguente ottiene un nuovo secondo posto nel girone unico del campionato singalese. Nella stessa stagione si aggiudica il suo primo trofeo, la Sri Lanka FA Cup 2014-2015.

## Palmarès

### Competizioni nazionali
- Kit Premier League: 4

2016, 2017, 2018, 2023
- Sri Lanka FA Cup: 1

2014-2015

### Altri piazzamenti
- Kit Premier League:

Secondo posto: 2015